# Qin Kai
Dans ce nom chinois, le nom de famille, Qin, précède le nom personnel.
Qin Kai (né le 31 janvier 1986 à Xi'an dans la province du Shaanxi) est un plongeur chinois en activité. Champion olympique du plongeon synchronisé sur tremplin à 3 m, il compte également cinq titres de champion du monde et de multiples récompenses au niveau international.

## Biographie
Formé à la gymnastique artistique dès quatre ans, Qin Kai s'est initié au plongeon aquatique quatre ans plus tard, à huit ans. Il intègre l'équipe nationale chinoise élite en 2005, arguant un riche palmarès dans les championnats internationaux juniors. Il est en effet champion du monde junior du plongeon au tremplin à 3 mètres en 2001 et vice-champion du monde du haut-vol à 10 mètres la même année. En 2006, il termine deuxième de l'épreuve du tremplin à 3 m des championnats nationaux et remporte cette même épreuve lors de la Coupe du monde à Pékin. Cette même année, il entame une collaboration avec son compatriote Wang Feng dans les épreuves synchronisées. Rapidement, le duo obtient des résultats probants sur l'épreuve du plongeon synchronisé à 3 m : six victoires dans les séries mondiales, deux succès en Grand Prix et surtout le titre de champion du monde en 2007 à Melbourne. Lors de cette compétition, Qin Kai enlève également le titre du tremplin individuel à 3 m.
En 2008, les plongeurs chinois sont très attendus par leur pays lors des Jeux olympiques d'été de 2008, organisés pour la première fois en Chine. Favoris, Qin et Wang remportent la médaille d'or du plongeon synchronisé à 3 m, devançant de 40 points le duo russe emmené par Dmitri Sautin, l'idole du plongeur chinois. Une semaine plus tard a lieu le tremplin individuel à 3 m. Qin y remporte la médaille de bronze, loin derrière son compatriote He Chong et devancé de peu par le Canadien Alexandre Despatie.
En 2009, il s'aligne outre ses épreuves habituelles sur celle non-olympique du tremplin individuel à 1 m. En juillet, il remporte la médaille d'or de cette épreuve, première des Championnats du monde de natation 2009 organisés à Rome en Italie. Le lendemain, il conserve son titre avec Wang dans l'épreuve du plongeon synchronisé du tremplin à 3 m.

## Vie privée
Lors des Jeux olympiques de Rio en 2016, il demande He Zi en mariage après qu'elle a reçu la médaille d'argent, et ce devant un public nombreux. Elle accepte cette demande, grand moment d'émotion.

## Palmarès

### Jeux olympiques
- Jeux olympiques de 2008 à Pékin (Chine) :
  -  Médaille d'or du plongeon synchronisé à 3 m.
  -  Médaille de bronze du plongeon à 3 m.

### Championnats du monde
- Championnats du monde 2007 à Melbourne (Australie) :
  -  Médaille d'or du plongeon à 3 m
  -  Médaille d'or du plongeon synchronisé à 3 m.

- Championnats du monde 2009 à Rome (Italie) :
  -  Médaille d'or du plongeon à 1 m.
  -  Médaille d'or du plongeon synchronisé à 3 m.

- Championnats du monde 2011 à Shanghai (Chine) :
  -  Médaille d'or du plongeon synchronisé à 3 m.